# Подвеледники
Подвеледники (укр. Підвелідники) — село на Украине, основано в 1930 году, находится в Овручском районе Житомирской области.
Код КОАТУУ — 1824285403. Население по переписи 2001 года составляет 115 человек. Почтовый индекс — 11154. Телефонный код — 4148. Занимает площадь 0,295 км².

## Адрес местного совета
11154, Житомирская область, Овручский р-н, с.Норинск, ул.Центральная